# Rhinoplax
Rhinoplax is een geslacht van vogels uit de familie neushoornvogels (Bucerotidae). Het is een monotypisch geslacht:
- Rhinoplax vigil – Helmneushoornvogel